# Sportovní lezení na Letních olympijských hrách 2024 – kombinace mužů
Soutěž mužů v kombinaci lezení na obtížnost a bouldering na olympijských hrách v Paříži 2024 se konala od 5. do 9. srpna 2024.

## Systém soutěže
Na předchozích olympijských hrách se uskutečnila kombinace skládající se z lezení na rychlost, boulderingu a lezení na obtížnost. Pro rok 2024 se Mezinárodní olympijský výbor rozhodl uspořádat rychlostní soutěž samostatně.

### Hodnocení

#### Bouldering
Součástí soutěže byly čtyři bouldery. Zónové chyty bylo nutné ovládat alespoň jednou rukou, horní chyt (top) oběma rukama. Body se udělovaly za nejvyšší ze tří dosažených bodů: horní (25), druhá zóna (10) nebo první zóna (5). Nebylo nezbytně nutné dosáhnout průběžných bodů. Za každý pokus se odečetlo 0,1 bodu.

#### Obtížnost
Body byly udělovány za každý chyt v sestupném pořadí, počínaje shora. Prvních deset chytů mělo hodnotu 4 body, dalších deset 3 body atd. Za vrchol, tj. dosažení nejvyššího držení a připevnění posledního jištění, získal závodník 100 bodů. Pokud bylo dosaženo nejvyššího chytu, ale vrcholové jištění nebylo zacvaknuto, bylo uděleno 99,9 bodů. Pokud se poslední chyt použil k přesunu na další nedosažený chyt, skóre se zvýšilo o 0,1 bodu.

#### Celkem
Dva dílčí výsledky se sečetly a získal se celkový výsledek.

## Kvalifikovaní sportovci
| Soutěž                                      | Datum                                   | Místo konání      | Místa | Kvalifikovaný sportovec |
| ------------------------------------------- | --------------------------------------- | ----------------- | ----- | ----------------------- |
| Pořadatelská země                           | Pořadatelská země                       | Pořadatelská země | 0     | —                       |
| Mistrovství světa ve sportovním lezení 2023 | 1.–12. srpna 2023                       | Bern              | 3     | Jakob Schubert          |
| Mistrovství světa ve sportovním lezení 2023 | 1.–12. srpna 2023                       | Bern              | 3     | Colin Duffy             |
| Mistrovství světa ve sportovním lezení 2023 | 1.–12. srpna 2023                       | Bern              | 3     | Tomoa Narasaki          |
| Panamerické hry 2023                        | 21.–24. října 2023                      | Santiago de Chile | 1     | Jesse Grupper           |
| Kvalifikace Evropy 2023                     | 26.–29. října 2023                      | Laval             | 1     | Toby Roberts            |
| Kvalifikace Asie 2023                       | 9.–12. listopadu 2023                   | Jakarta           | 1     | Sorato Anraku           |
| Kvalifikace Oceánie 2023                    | 24.–26. listopadu 2023                  | Melbourne         | 1     | Campbell Harrison       |
| Kvalifikace Afriky 2023                     | 7.–10. prosince 2023                    | Pretorie          | 1     | Mel Janse van Rensburg  |
| Olympijská kvalifikační série               | 16.–19. května 2024 20.–23. června 2024 | Šanghaj Budapešť  | 10    | I To-hjon               |
| Olympijská kvalifikační série               | 16.–19. května 2024 20.–23. června 2024 | Šanghaj Budapešť  | 10    | Sam Avezou              |
| Olympijská kvalifikační série               | 16.–19. května 2024 20.–23. června 2024 | Šanghaj Budapešť  | 10    | Adam Ondra              |
| Olympijská kvalifikační série               | 16.–19. května 2024 20.–23. června 2024 | Šanghaj Budapešť  | 10    | Alberto Ginés López     |
| Olympijská kvalifikační série               | 16.–19. května 2024 20.–23. června 2024 | Šanghaj Budapešť  | 10    | Hannes Van Duysen       |
| Olympijská kvalifikační série               | 16.–19. května 2024 20.–23. června 2024 | Šanghaj Budapešť  | 10    | Paul Jenft              |
| Olympijská kvalifikační série               | 16.–19. května 2024 20.–23. června 2024 | Šanghaj Budapešť  | 10    | Yannick Flohé           |
| Olympijská kvalifikační série               | 16.–19. května 2024 20.–23. června 2024 | Šanghaj Budapešť  | 10    | Hamish McArthur         |
| Olympijská kvalifikační série               | 16.–19. května 2024 20.–23. června 2024 | Šanghaj Budapešť  | 10    | Sascha Lehmann          |
| Olympijská kvalifikační série               | 16.–19. května 2024 20.–23. června 2024 | Šanghaj Budapešť  | 10    | Alexander Megos         |
| Realokace                                   | Realokace                               | Realokace         | 2     | Luka Potočar            |
| Realokace                                   | Realokace                               | Realokace         | 2     | Pchan Jü-fej            |
| Celkem                                      | Celkem                                  | Celkem            | 20    |                         |
| – účastníci olympijských her 2020 v Tokiu   |                                         |                   |       |                         |

## Semifinále
| Pořadí | Sportovec              | Země                   | Boulder (body) | Boulder (body) | Boulder (body) | Boulder (body) | Boulder (body) | Obtížnost (body) | Celkem (body) |
| Pořadí | Sportovec              | Země                   | 1              | 2              | 3              | 4              | Σ              | Obtížnost (body) | Celkem (body) |
| ------ | ---------------------- | ---------------------- | -------------- | -------------- | -------------- | -------------- | -------------- | ---------------- | ------------- |
| 1.     | Sorato Anraku          | Japonsko               | 24,9           | 25,0           | 9,5            | 9,6            | 69,0           | 68,0             | 137,0         |
| 2.     | Toby Roberts           | Velká Británie         | 9,8            | 9,7            | 9,9            | 24,7           | 54,1           | 68,1             | 122,2         |
| 3.     | Adam Ondra             | Česko                  | 9,6            | 9,6            | 4,7            | 24,8           | 48,7           | 68,1             | 116,8         |
| 4.     | Alberto Ginés López    | Španělsko              | 9,9            | 9,7            | 4,1            | 5,0            | 28,7           | 72,0             | 100,7         |
| 5.     | Jakob Schubert         | Rakousko               | 24,9           | 9,9            | 5,0            | 4,9            | 44,7           | 54,1             | 98,8          |
| 6.     | Paul Jenft             | Francie                | 4,9            | 9,9            | 9,8            | 9,5            | 34,1           | 57,0             | 91,1          |
| 7.     | Colin Duffy            | Spojené státy americké | 10,0           | 9,9            | 9,1            | 4,8            | 33,8           | 54,1             | 87,9          |
| 8.     | Hamish McArthur        | Velká Británie         | 9,9            | 10,0           | 9,3            | 5,0            | 34,2           | 45,1             | 79,3          |
| 9.     | Yannick Flohé          | Německo                | 10,0           | 10,0           | 4,9            | 4,8            | 29,7           | 39,1             | 68,8          |
| 10.    | Tomoa Narasaki         | Japonsko               | 9,8            | 10,0           | 9,8            | 24,8           | 54,4           | 12,1             | 66,5          |
| 11.    | Sam Avezou             | Francie                | 10,0           | 10,0           | 4,8            | 24,4           | 49,2           | 12,1             | 61,3          |
| 12.    | Pchan Jü-fej           | Čína                   | 4,9            | 9,6            | 5,0            | 9,5            | 29,0           | 30,1             | 59,1          |
| 13.    | Alexander Megos        | Německo                | 5,0            | 9,7            | 5,0            | 5,0            | 24,7           | 24,0             | 48,7          |
| 14.    | Hannes Van Duysen      | Belgie                 | 10,0           | 9,8            | 4,8            | 9,7            | 34,3           | 12,0             | 46,3          |
| 15.    | I To-hjon              | Jižní Korea            | 9,6            | 9,9            | 9,5            | 5,0            | 34,0           | 12,0             | 46,0          |
| 16.    | Luka Potočar           | Slovinsko              | 0,0            | 9,6            | 5,0            | 5,0            | 19,6           | 24,0             | 43,6          |
| 17.    | Sascha Lehmann         | Švýcarsko              | 4,5            | 5,0            | 9,5            | 5,0            | 24,0           | 12,1             | 36,1          |
| 18.    | Jesse Grupper          | Spojené státy americké | 0,0            | 9,6            | 4,5            | 4,8            | 18,9           | 12,0             | 30,9          |
| 19.    | Campbell Harrison      | Austrálie              | 0,0            | 4,4            | 0,0            | 5,0            | 9,4            | 14,0             | 23,4          |
| 20.    | Mel Janse van Rensburg | Jihoafrická republika  | 0,0            | 0,0            | 4,7            | 4,7            | 9,4            | 7,1              | 16,5          |

## Finále

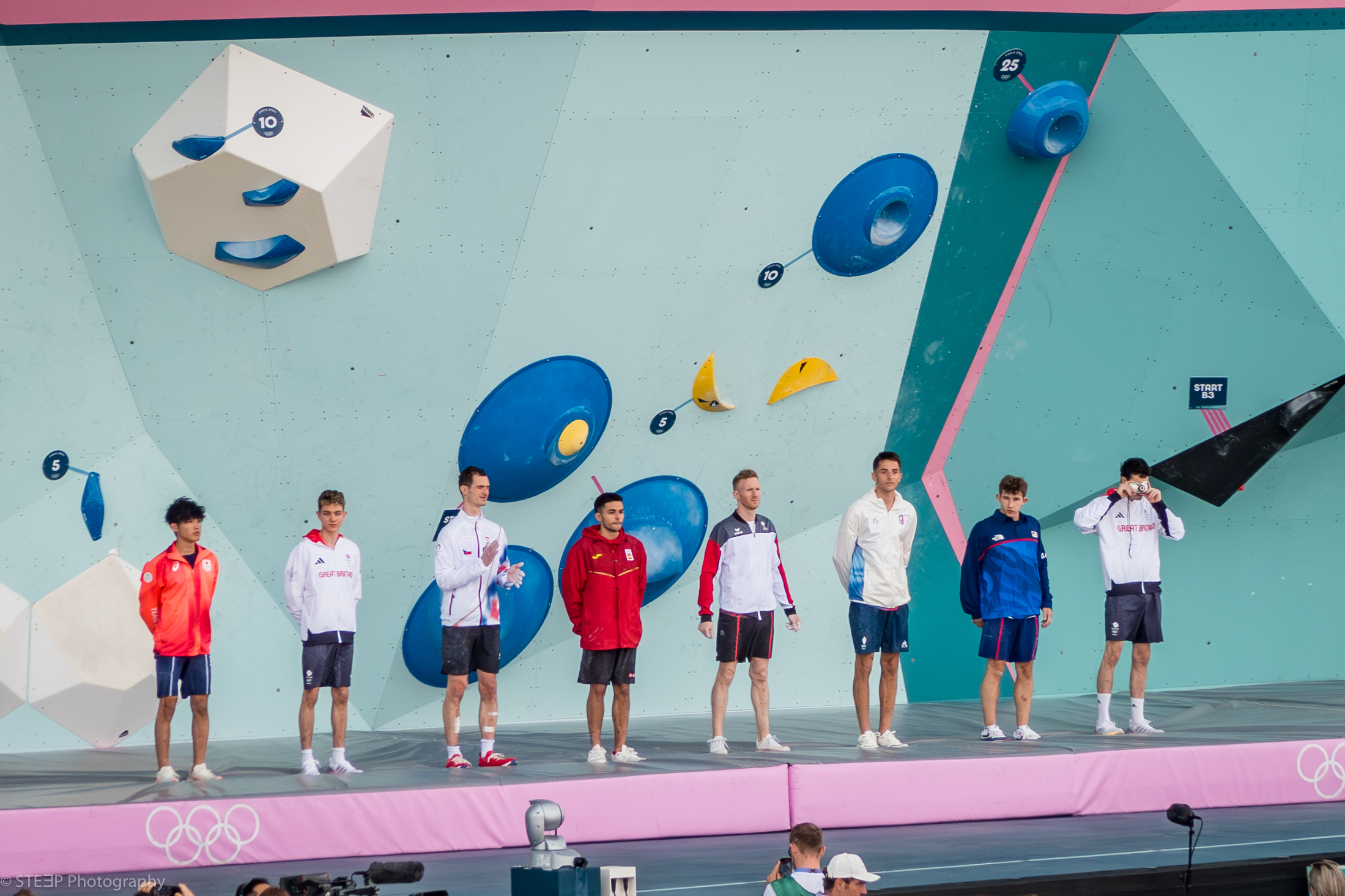
Sportovci kvalifikovaní do finále (zleva: Anraku, Roberts, Ondra, Ginés López, Schubert, Jenft, Duffy a McArthur)

| Pořadí           | Sportovec           | Země                   | Boulder (body) | Boulder (body) | Boulder (body) | Boulder (body) | Boulder (body) | Obtížnost (body) | Celkem (body) |
| Pořadí           | Sportovec           | Země                   | 1              | 2              | 3              | 4              | Σ              | Obtížnost (body) | Celkem (body) |
| ---------------- | ------------------- | ---------------------- | -------------- | -------------- | -------------- | -------------- | -------------- | ---------------- | ------------- |
| Zlatá medaile    | Toby Roberts        | Velká Británie         | 24,4           | 9,0            | 24,8           | 4,9            | 63,1           | 92,1             | 155,2         |
| Stříbrná medaile | Sorato Anraku       | Japonsko               | 25,0           | 24,6           | 9,9            | 9,8            | 69,3           | 76,1             | 145,4         |
| Bronzová medaile | Jakob Schubert      | Rakousko               | 24,7           | 9,3            | 0,0            | 9,6            | 43,6           | 96,0             | 139,6         |
| 4.               | Colin Duffy         | Spojené státy americké | 24,4           | 9,6            | 9,8            | 24,5           | 68,3           | 68,1             | 136,4         |
| 5.               | Hamish McArthur     | Velká Británie         | 24,8           | 9,8            | 9,9            | 9,4            | 53,9           | 72,0             | 125,9         |
| 6.               | Adam Ondra          | Česko                  | 9,5            | 9,8            | 0,0            | 4,8            | 24,1           | 96,0             | 120,1         |
| 7.               | Alberto Ginés López | Španělsko              | 0,0            | 4,7            | 9,8            | 9,6            | 24,1           | 92,1             | 116,2         |
| 8.               | Paul Jenft          | Francie                | 4,9            | 9,7            | 0,0            | 9,8            | 24,4           | 54,0             | 78,4          |